# Asadipus croydon
Asadipus croydon là một loài nhện trong họ Lamponidae. Loài này được phát hiện ở Queensland.